# Dino Meneghin
Dino Meneghin (* 18. Januar 1950 in Alano di Piave, Venetien) ist ein ehemaliger italienischer Basketballspieler, der von 1966 bis 1994 aktiv war. Der 2,06 m große Centerspieler gilt vor allem aufgrund seiner Führungsqualitäten und seiner Fähigkeiten im Rebound als einer der besten europäischen Basketballspieler seiner Zeit sowie als bester italienischer Basketballspieler überhaupt. Einmalig ist seine Teilnahme an zwölf Finals im Europapokal der Landesmeister (davon zehn in Folge), von denen er sieben gewann. 2003 wurde er als einer der ersten Spieler, die niemals in der NBA gespielt hatten, in die Naismith Memorial Basketball Hall of Fame aufgenommen.
Meneghin war von Ende September 2008 bis Anfang Februar 2009 kommissarisch und anschließend bis Januar 2013 offiziell Präsident des italienischen Basketballverbandes.
Sein Sohn Andrea Meneghin spielte ebenfalls in der italienischen Nationalmannschaft.

## Karriere
Meneghin begann seine Karriere im Erwachsenenbereich 1966 bei Pallacanestro Varese. Bei diesem Verein blieb er bis 1980 und feierte mit ihm zahlreiche Erfolge, darunter sieben italienische Meistertitel und vier italienische Pokale. Auf europäischer Ebene erreichte Meneghin mit Varese von 1970 bis 1979 in jedem Jahr das Finale des Landesmeisterpokals und gewann den Titel dabei fünf Mal. Bei der NBA-Draft 1970 war er von den Atlanta Hawks in der elften Runde ausgewählt worden, was ihn zum zweiten bei einem europäischen Verein unter Vertrag stehenden Spieler macht, der bei einer NBA-Draft ausgewählt wurde. Nur eine Runde zuvor war sein Mannschaftskollege bei Varese, der Mexikaner Manuel Raga, ebenfalls von den Hawks ausgewählt worden.
1981 wechselte Meneghin dann zu Olimpia Milano, wo er außer in den Jahren 1990 bis 1993, als er für Pallacanestro Trieste spielte, bis zu seinem Karriereende 1994 unter Vertrag stand. In dieser Zeit gewann er weitere fünf Mal die italienische Meisterschaften sowie je zweimal den italienischen Pokal und den Europapokal der Landesmeister. Insgesamt absolvierte er 836 Spiele in der Serie A, in denen er 8560 Punkte und rund 6000 Rebounds erzielte.

### Nationalmannschaft
Meneghins größte Erfolge mit der italienischen Nationalmannschaft waren der Gewinn der Silbermedaille bei den Olympischen Spielen 1980 sowie der Europameistertitel 1983. Bei den Europameisterschaften 1971 und 1975 gewann er außerdem jeweils die Bronzemedaille. 1970 und 1978 erreichte Meneghin das Halbfinale der Weltmeisterschaften.
Insgesamt spielte er 271-mal für die Nationalmannschaft und erzielte dabei 2847 Punkte – beide Zahlen bedeuten heute den zweiten Platz in der Geschichte der italienischen Nationalmannschaft. Meneghin nahm an vier Olympischen Spielen, zwei Weltmeisterschaften und acht Europameisterschaften teil. Später war er Teammanager der Nationalmannschaft.

## Erfolge

### Auf Vereinsebene
- 12 Italienische Meisterschaften (1969–71, 1973, 1974, 1977, 1978, 1982, 1985–87, 1989)
- 6 Italienische Pokale (1969–71, 1973, 1986, 1987)
- 7 Europapokale der Landesmeister (1970, 1972, 1973, 1975, 1976, 1987, 1988)
- 2 Europapokale der Pokalsieger (1967, 1980)
- 1 Korać-Cup (1985)
- 3 Intercontinental Cups (1970, 1973, 1987)

### Auf Nationalmannschaftsebene
- Olympische Spiele: Silbermedaille 1980
- Weltmeisterschaften: Halbfinale 1970 und 1978
- Europameisterschaften: Sieger 1983, Bronzemedaille 1971 und 1975

### Individuelle Auszeichnungen
- Europas Basketballer des Jahres 1983
- Aufnahme in die Naismith Memorial Basketball Hall of Fame 2003
- Aufnahme in die FIBA Hall of Fame 2010
- Komtur des Verdienstordens der Italienischen Republik 2005

Meneghin wurde im Mai 2008 als eine der 50 bedeutenden Persönlichkeiten des Basketballsports in Europa geehrt. Die Ehrung erfolgte durch die Euroleague Basketball im Rahmen einer offiziellen Zeremonie im Palacio de Deportes de la Comunidad de Madrid, in Madrid (Spanien).